# Saskatoon Symphony Orchestra
La Saskatoon Symphony Orchestra (SSO) è un'orchestra professionale con sede a Saskatoon, Saskatchewan, amministrata dalla Saskatoon Symphony Society, senza scopo di lucro.

## Storia
Nel 1903 William Preston, che era anche legato alla Saskatoon Oratorio Society, diede il via ad un'orchestra amatoriale a Saskatoon. Fredrick William Musselwhite diresse l'orchestra di Saskatoon già nel 1905 con John Jackson come primo violino. Nel 1913 John Jackson fondò un'orchestra a Saskatoon, seguita da un'orchestra temporanea fondata nel 1924 da Allan Clifton.
L'attuale orchestra fu fondata nel 1927 come un'orchestra dilettante, ma oggi conta 10 membri principali e fino a 50 musicisti di sessione. Arthur Collingwood, che era professore di musica all'Università di Saskatchewan, presentò il primo concerto della SSO. L'SSO ricevette importanti finanziamenti dal Carnegie Museums di Pittsburgh nel 1931. Il Canada Council, il Saskatchewan Arts Board e la città di Saskatoon hanno tutti sponsorizzato l'SSO nel corso degli anni. In primavera l'orchestra tiene un Saskatoon Symphony Book & Music Sale per raccogliere fondi per l'orchestra. La stessa SSO offre borse di studio agli studenti e ha ospitato un concorso nazionale per violoncello nel 1990. Dwaine Nelson è stato responsabile dello sviluppo di un nucleo di musicisti a tempo pieno, inizialmente con una dimensione di sei, ma in seguito esteso ai dieci membri attuali. Nell'estate del 2014 l'SSO annunciò che il Maestro Victor Sawa sarebbe diventato direttore emerito alla fine dell'84ª stagione. Nel marzo 2015 la SSO annunciò Eric Paetkau come 16º direttore musicale dell'orchestra.
Il Dipartimento di musica dell'Università di Saskatchewan, il Coro universitario, i Greystone Singers, i Saskatoon Chamber Singers, il Saskatoon Children's Choir, la Regina Symphony Orchestra, la Saskatoon Youth Orchestra e l'Amati Quartet hanno tutti tenuto concerti con la SSO. Il Canadian Opera Company Ensemble, il National Ballet of Canada e il Royal Winnipeg Ballet si sono esibiti con l'accompagnamento fornito dall'SSO. L'SSO ha celebrato il suo 75º anniversario nel 2006.

## Direttori musicali, primi violini e direzione artistica
I direttori della SSO, una posizione che comprende la direzione artistica, sono stati:
- Arthur Collingwood, (1931–1947)
- Professor J.R. Macrae (1947–1950)
- Victor Kviesis (1950–1956)
- Professor Murray Adaskin (1957–1960)
- Alexander Reisman (1960–1963)
- Professor David Kaplan (1963–1969, 1970–1971)
- Franz Zeidler (1969–1970)
- Dwaine Nelson (1971–1976)
- Ruben Gurevich (1976–82)
- David Gray (1982–1984)
- Professor Daniel Swift (1984–1991)
- Dennis Simons (1993–1997)
- Earl Stafford (1997–2002)
- Michael Matthews (2002-2004) – Compositore residente
- Douglas Sanford (2002–2008)[11]
- Earl Stafford (2008–2010) – Direttore artistico ad interim
- Victor Sawa (2010–2015)
- Eric Paetkau (2015-in carica)

## Registrazioni
Nel 2005 la SSO, sotto la direzione di Earl Stafford, registrò un programma di musica scritto da Neil Currie. L'album risultante, intitolato Passionscape, ebbe una nomination per la migliore composizione classica al Western Canada Music Awards del 2006. L'album include brani con gli artisti solisti Alain Trudel e Allen Harrington. L'SSO registra anche regolarmente per la CBC Radio.

## Sala da concerto
Le performance si svolgono presso il TCU Place. Storicamente la sala da ballo del Bessborough Hotel, il Capitol Theatre e la Convocation Hall presso l'Università del Saskatchewan sono stati locali per gli spettacoli della SSO.

## Serie di concerti
Ogni anno l'SSO presenta una gamma varia e dinamica di concerti attraverso più serie e speciali.
La Serie Masters presenta l'orchestra che esegue il repertorio orchestrale standard, concerti, sinfonie da tutte le ere di musica, inclusi i compositori viventi e il repertorio canadese. Tra gli artisti ospiti ci sono stati James Ehnes, Angela Cheng, Jane Coop, Maureen Forrester, Jon Vickers, Angela Hewitt e Pinchas Zukerman.
La serie Pops presenta concerti di musica pop dal jazz al rock, gli spettacoli hanno compreso la musica dei The Beatles, Pink Floyd, Queen, Duke Ellington, Frank Sinatra e Led Zeppelin.
Symphony Chamber Players iniziò nel 1985. Great Music for Kids ha introdotto i bambini alla musica orchestrale nel 1984. Nel 1993 è stata inaugurata Music for a Sunday Afternoon, la serie è ora conosciuta come Sunday Chamber Series.

## Federazione canadese di musicisti
La Saskatoon Symphony Orchestra è membro della Federazione canadese dei musicisti. La Federazione canadese dei musicisti intende aiutare i musicisti che potrebbero aver bisogno di assistenza per qualsiasi problema relativo alla registrazione e all'esecuzione dei loro lavori. I servizi spaziano dall'immigrazione, alle registrazioni, alle questioni sinfoniche e teatrali, alle tournée, ai musicisti freelance e ai servizi per i soci, alle negoziazioni contrattuali e ai flussi amministrativi e delle royalty.